# Ataques en la carretera Potosí-Oruro de 2019
Los ataques en la carretera Potosí-Oruro de 2019 se refieren a unas emboscadas ocurridas en Bolivia entre el 9 y el 10 de noviembre de 2019, sobre la Ruta 1 que conecta las ciudades de Potosí y Oruro con La Paz, la sede de gobierno del país. Los ataques fueron llevados a cabo por militantes del entonces partido político gobernante del Movimiento al Socialismo, usando piedras, dinamita, gases lacrimógenos y armas de fuego en contra de los manifestantes que se trasladaban en dos caravanas de buses.

## Cronología de los hechos
A partir del 20 de octubre de 2019 diferentes sectores de todo el país se sumaron a las multitudinarias protestas ciudadanas contra el entonces presidente Evo Morales.

### Primera caravana
La primera caravana, denominada Caravana del Sur, estaba compuesta de 11 buses, con cívicos y universitarios que primero partieron de Sucre y luego de parar en Oruro, siguieron camino hacia La Paz, con la intención expresa de sumarse a las protestas en la sede de gobierno.
Enterados de esto, militantes armados del Movimiento al Socialismo interceptaron la carretera en proximidades de la localidad de Vila Vila, y atacaron la caravana con el uso de dinamita y rocas. También dispararon con armas de fuego contra los manifestantes desarmados. Se cree que los perpetradores eran agentes del gobierno autorizados por el MAS. En un inicio se reportó que hubo cuatro personas heridas. Testigos presenciales declararon a la prensa que entre el armamento que tenían los milicianos del MAS había armas de fuego de uso militar.
Los manifestantes capturados por los miembros del MAS también fueron obligados a desnudarse y a declarar que habían sido pagados miembros del Comité Cívico Pro-Santa Cruz, por entonces, parte de la oposición que se oponía al gobierno de Evo Morales. Esta caravana fue emboscada cerca de la localidad de Vila Vila, en el municipio de Caracollo. Luego de enterarse del ataque en Vila Vila a la Caravana del Sur, la segunda caravana partió la tarde del 9 de noviembre.

### Segunda caravana
La segunda caravana estaba conformada por más de 70 buses y alrededor de un millar y medio de mineros cooperativistas, que viajaban desde Potosí hacia La Paz para unirse a las manifestaciones contra el entonces presidente Evo Morales durante la crisis política propiciada por irregularidades de dicho partido durante las elecciones generales. Esta caravana fue emboscada el 10 de noviembre en Playa Verde, una planicie ubicada entre las localidades de Challapata y Huancané, en el municipio de Challapata.

## Consecuencias
Luego de los ataques, el 13 de noviembre tras que asumió el gobierno transitorio de Jeanine Áñez, la caravana retornó desde Oruro a la ciudad de Potosí. Ese mismo día, el fiscal Aldo Morales declaró en Oruro que por los celulares que se confiscaron a los funcionarios de la Gobernación de Oruro se evidenció que el entonces gobernador Víctor Hugo Vásquez, estaría involucrado en los hechos de la emboscada. En noviembre de 2020, el exgobernador Vásquez negó su participación en los sucesos de Vila Vila y afirmó que era falsa la versión de que universitarias habían sido abusadas sexualmente durante los hechos.
Los incidentes sobre las caravanas que se dirigían a La Paz fueron incluidos en el informe del Grupo Interdisciplinario de Expertos Independientes presentado en 2021. El informe menciona que la primera emboscada cerca a Vila Vila resultó en más de 60 personas heridas, así como daños y quema parcial de parte de los buses en que se transportaban. También se menciona que la segunda emboscada en Playa Verde, el 10 de noviembre, dejó seis mineros heridos por bala y dinamita.